# Heterobiantes geniculatus
Genre
Synonymes
- Epedanestus Roewer, 1938

Espèce
Synonymes
- Epedanus geniculatus Pocock, 1903

Heterobiantes geniculatus, unique représentant du genre Heterobiantes, est une espèce d'opilions laniatores de la famille des Epedanidae.

## Distribution
Cette espèce est endémique de Hong Kong en Chine.

## Description
Le syntype mesure 7 mm.

## Systématique et taxinomie
Cette espèce a été décrite sous le protonyme Epedanus geniculatus par Pocock en 1903. Elle est placée dans le genre Heterobiantes par Roewer en 1912.

## Publications originales
- Pocock, 1903 : « Fifteen new species and two new genera of tropical southern Opiliones. » Annals and Magazine of Natural History, sér. 7, vol. 11, p. 433–450 (texte intégral).
- Roewer, 1912 : « Die Familien der Assamiiden und Phalangodiden der Opiliones-Laniatores. (= Assamiden, Dampetriden, Phalangodiden, Epedaniden, Biantiden, Zalmoxiden, Samoiden, Palpipediden anderer Autoren). » Archiv für Naturgeschichte, sér. A, vol. 78, no 3, p. 1–242 (texte intégral).